# صموئيل ميريل (سياسي)
صموئيل ميريل هو سياسي أمريكي، ولد في 7 أغسطس 1822 في Turner, Maine ‏ في الولايات المتحدة، وتوفي في 31 أغسطس 1899 في لوس أنجلوس في الولايات المتحدة. نشط حزبياً في الحزب الجمهوري. وقد انتخب عضو مجلس نواب ولاية آيوا ‏ (9 يناير 1860 – 12 يناير 1862) وانتخب حاكم أيوا ‏ (16 يناير 1868 – 11 يناير 1872).